# József Somogyi (Geodät)
József Somogyi (* 9. November 1931 in Sopron; † 1. Januar 2025 in Budapest) war ein ungarischer Geodät und Hochschullektor für Photogrammetrie.

## Werdegang
In den 1950ern wurde er an der Technischen Fakultät von Sopron (Ödenburg) zum Vermessungsingenieur ausgebildet. Nach einem Forschungsjahr am National Research Council im kanadischen Ottawa promovierte Somogyi 1968 an der TU Budapest zum Dr.techn. und trat in das GGRI ein, das westungarische Akademieinstitut für Geodäsie und Geophysik. 1977 ernannte die Ungarische Akademie der Wissenschaften József Somogyi zum Kandidaten (Doctor Scientiae), einige Jahre später wählte ihn die Österreichische Geodätische Kommission (ÖGK) zum korrespondierenden Mitglied.
Auf der GGRI-Website gab Somogyi folgende Interessensgebiete an: Messtechnik, Analytische Photogrammetrie, Remote sensing, Data Processing, Angewandte Statistik, Digitale Bildverarbeitung und Geo-Informationssysteme. Er hat etwa 90 wissenschaftliche Publikationen verfasst (die Hälfte in Englisch und Deutsch) und war Herausgeber eines Buches und zweier Proceedings.